# Остролодочник пушистопузырчатый
Остролодочник пушистопузырчатый (лат. Oxytropis trichophysa) — вид растений рода Остролодочник (Oxytropis) семейства Бобовые (Fabaceae), растущий в высокогорном и степном поясах на каменисто-щебнистых склонах.

## Ботаническое описание
Растение бесстебельное, бугорчато-железистое, образует плотные дерновинки. Цветоносы короче или равны листьям, отстояще-белоопушенные. Прилистники перепончатые, острые, высоко приросшие к черешку. Листочки продолговатые, в 16—23 мутовках, бугорчато-железистые, с рассеянными белыми волосками.
Цветки в рыхлых укороченных кистях. Чашечка трубчатая, перепончатая, с длинными белыми и короткими чёрными волосками, с рассеянными бугорчатыми желёзками и с узкими зубцами в 3—4 раза короче трубки. Венчик пурпурово-лиловый. Флаг 19—21 мм длиной, с обратнояйцевидным цельным или едва выемчатым отгибом. Лодочка с острием 1—2 мм длиной. Бобы перепончатые, широкояйцевидные, бугорчато-железистые, беловолосистые и иногда с примесью мелких чёрных волосков, с узкими брюшной и спинной перегородками. 2n=32.

## Охрана
Вид включён в Красную книгу России и в Красные книги республик Алтай и Тыва.